# 阿末查哈里
阿末查哈里，马来西亚政治人物，曾经担任柔佛州议会铁山州议员、柔佛州行政议会前州房屋、地方政府、公共工程及公共设施常务委员会主席，国阵巫统前巴力士隆区部主席。

## 铁山州议员
在1999年马来西亚大选，阿末查哈里代表国阵竞选铁山州议席并当选为州议员，并在2004年和2008年蝉联州议员。
2008年，时任州务大臣阿都干尼奥斯曼委任阿末查哈里为房屋、地方政府、公共工程及公共设施常务委员会主席。